# Proporció de clics
La proporció de clics o ràtio de clics (de l'anglès click through ratio, abreujat com a CTR) és un indicador utilitzat al món de la publicitat i que mesura l'eficàcia d'una campanya de publicitat en línia. La proporció de clics s'obté dividint el nombre d'usuaris que han fet clic damunt d'una peça publicitària, pel nombre d'impressions mostrades, expressat en tant per cent.

## Objectiu
L'objectiu dels indicadors de clicabilitat és mesurar la relació entre clics i impressions de la publicitat en línia o d'una campanya de màrqueting per correu electrònic. Normalment, com més alt és el CTR, més eficaç és la campanya de màrqueting per atreure gent al lloc web. La majoria de llocs web comercials estan dissenyats per provocar alguna acció, ja sigui comprar un llibre, llegir un article de notícies, veure un videoclip musical o cercar un vol. La gent rarament visita llocs web amb la intenció de veure publicitat, igual que pocs miren la televisió per veure anuncis.

## Aplicació
Com que els anunciants habitualment paguen més per un alt coeficient de clics, obtenir una gran quantitat de clics amb poques compres no és desitjable per als anunciants. De la mateixa manera, escollint un lloc publicitari adequat amb un alt nivell d'afinitat (per exemple, una revista de cinema per anunciar una pel·lícula), el mateix banner pot aconseguir un CTR substancialment més alt. Tot i que la publicitat personalitzada, els formats poc usuals i la publicitat més intrusiva normalment porten a indicadors de clics més alts que els bàners estàndard, els espectadors sovint eviten la publicitat excessivament intrusiva.
La publicitat en motors de cerca s'ha convertit en un element important de l'experiència de navegació web. L'elecció dels anuncis adequats per a la consulta i l'ordre en què es mostren influeixen molt en la probabilitat que l'usuari vegi i faci clic en cada anunci. Aquest rànquing té un gran impacte en els ingressos que el motor de cerca obté de la publicitat. Google té una mètrica anomenada Quality Score per als anuncis de Google Ads. Per avaluar-la, es fan servir tres factors, un dels quals és el CTR. El CTR esperat: prediu la probabilitat que es faci clic en el teu anunci quan es mostra. Google avalua l'eficàcia del teu text publicitari per estimar aquesta probabilitat. A més, mostrar a l'usuari l'anunci en què prefereix clicar augmenta la seva satisfacció. Per aquests motius, creix l'interès en valorar amb precisió el rànquing de clics dels anuncis en un sistema de recomanació. Alguns experts en optimització per a motors de cerca (SEO) des de mitjans de la dècada del 2010 han afirmat que el CTR afecta els rànquings orgànics.